# 西德尼·諾蘭
西德尼·羅伯特·諾蘭爵士，OM，AC（英語：Sir Sidney Robert Nolan，1917年4月22日—1992年11月28日）是一位澳大利亞畫家，代表作是《奈德·凱利》系列。

## 生平

### 教育
1917年4月22日，西德尼·諾蘭出生在澳大利亞墨爾本郊區的卡爾頓，他是其雙親4個孩子中的長子，他出生後全家搬到了維多利亞州的聖基爾達。諾蘭曾在布萊頓路州立學校（Brighton Road State School）和後來的布萊頓技術學校（Brighton Technical School）就學，14歲離開學校。後來在普拉漢技術學院（現在斯威本科技大學的一部份）登記，在那裡參加一個業餘課程。自1934年始，他開始零星參加維多利亞國立美術館附屬美術學校的夜校。

### 婚姻
諾蘭和藝術贊助商約翰·里德和桑岱·里德關係密切，被認為是所謂的“海德圈”（Heide Circle，一個澳大利亞藝術家團體）的一個重要成員。
1938年，他結識并娶第一任妻子伊莉莎白為妻，但很快這段婚姻就結束了。1940年代，西德尼·諾蘭加入憤怒的企鵝，1944年7月，面臨著即將被送往巴布亞新幾內亞前線作戰的情形，諾蘭做了逃兵。
有一段時間，諾蘭曾居住在里德的家中，在被稱作“海德之家”（Heide，現在是海德現代藝術博物館）的房子里他繪製了著名系列畫“奈德·凱利”，他與桑岱·里德關係曖昧，但是1948年又娶了約翰·里德的姐妹辛西婭。1978年，諾蘭娶Mary née Boyd為妻，她是博伊德家族的成員，之前曾嫁給約翰·珀西瓦爾。

### 事業
諾蘭繪製過許多歷史和傳奇人物的畫像，包括羅伯特·奧哈拉·伯克、威廉·約翰·威爾斯和伊萊扎·弗雷澤。
諾蘭最著名的系列畫之一是關於澳大利亞內陸劫匪奈德·凱利的，在海德居住期間他共畫了27張關於奈德·凱利的畫。諾蘭曾令桑岱·里德取走任何她想要的作品，但是後來卻反悔，桑岱歸還了284幅畫，但是拒絕歸還剩下的25張奈德·凱利。1977年，她將它們贈贈予了澳洲國立美術館。

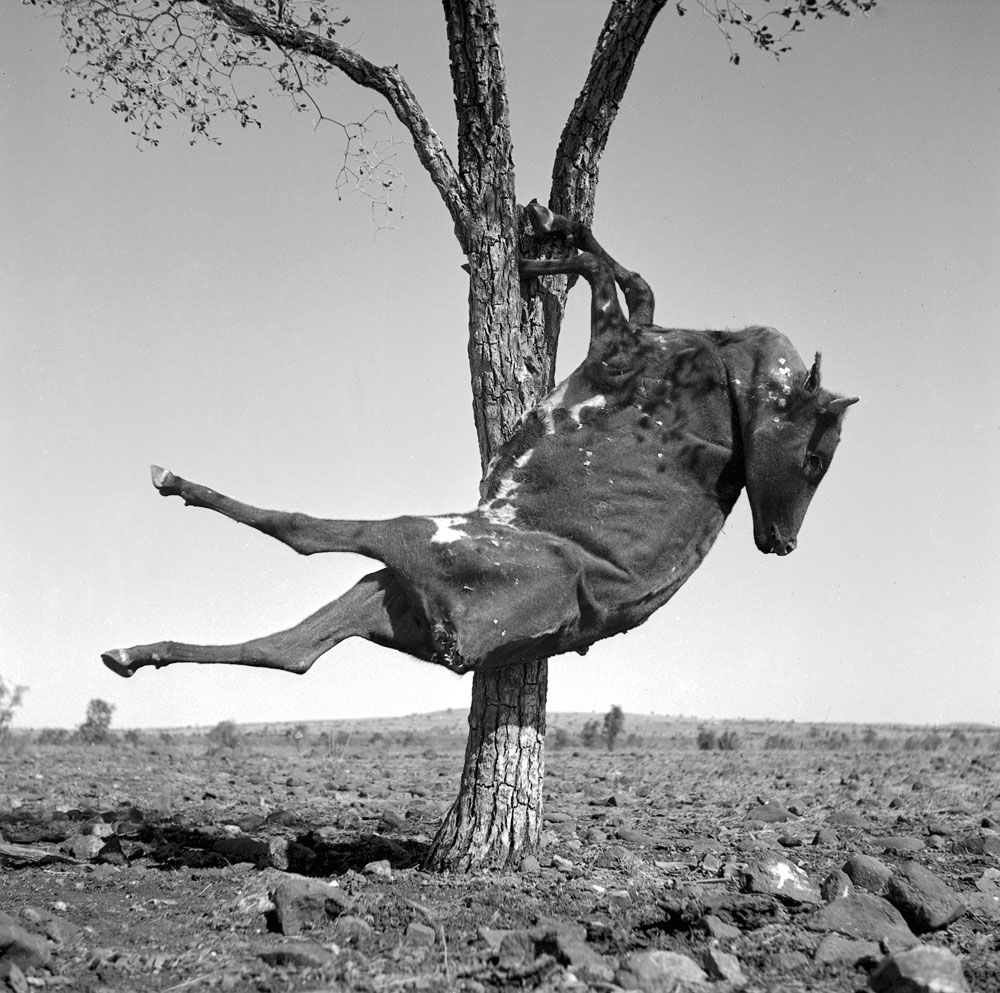
1952年，諾蘭記錄的昆士蘭內陸地區大旱。

1951年，諾蘭移居倫敦，後來他周遊歐洲，在希臘時曾花了1年時間來繪製希臘神話主題的作品，在巴黎，師從斯坦利·威廉·海特學習雕刻和平版印刷技術，并成爲了時任羅伯特·洛厄爾的朋友，並為他的書繪製了一些插圖
1965年，西德尼·諾蘭完成了一幅描繪1854年尤裡卡柵欄事件的大型壁畫（20米長，3.6米高），在繪製中採用了澳大利亞原住民的沙畫技術，位於墨爾本的科林斯街。
1964年，Robert Helpmann招募諾蘭為他的芭蕾舞《The Display》設計服裝和場地。
1981年，諾蘭被授予下級勳位爵士的稱號，以表彰他在藝術領域的貢獻，而沒有在意他逃離戰場的事。1983年接受功績勳章，同年定居赫里福德郡。1988年接受澳洲勳章，西德尼·諾蘭也是美國藝術暨文學學會榮譽會員，皇家藝術學院成員。

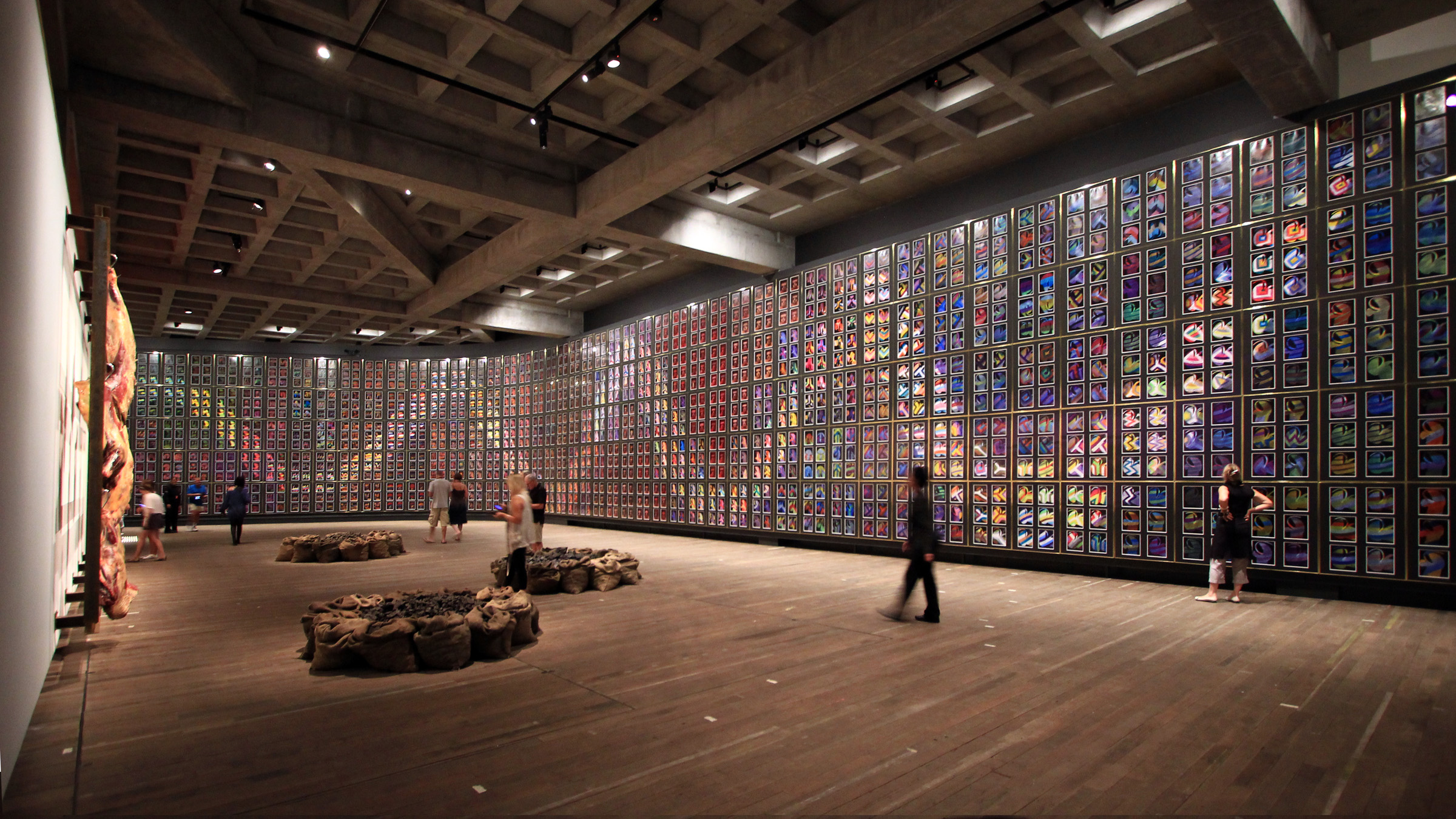
蛇（1970年-1972年），一條由1,620幅單畫構成的彩虹蛇，新舊藝術博物館

## 遺產
在2000年夏季奧運會開幕式中，澳大利亞體育場的大螢幕上展出了一系列諾蘭的“奈德·凱利”系列作品。
2010年，諾蘭的《一流射手》（First-Class Marksman，1946）成為當時已售出的最昂貴的澳大利亞畫作，被以540萬美元的價格買下，這是奈德·凱利系列最初的27幅中唯一不收藏在澳洲國立美術館的。

## 傳記
- Adams, Brian. Sidney Nolan: Such is Life. Hutchinson of Australia, 1987. ISBN 0-0915-7360-2.
- Bail, Murray, Sayers, Andrew. Sidney Nolan's Ned Kelly. National Gallery of Australia, 2002. ISBN 0-642-54201-5.
- Capon, Edmund, Klepac, Lou, Lindsay, Frances, Pearce, Barry. Sidney Nolan: Retrospective. Art Gallery of New South Wales, 2007. ISBN 1-74174-013-4.
- James, Rodney. Sidney Nolan: Antarctic Journey. Mornington Peninsula Regional Gallery, 2006. ISBN 0-9757825-3-3.
- Lynn, Elwyn, Nolan, Sidney. Sidney Nolan - Australia. Bay Books, 1979. ISBN 0-85835-314-8.
- McCaughey, Patrick. Bert & Ned: The Correspondence of Albert Tucker and Sidney Nolan. Melbourne University, 2006. ISBN 0-522-85261-0.
- Rosenthal, Tom. Sidney Nolan. Thames & Hudson, 2002. ISBN 0-500-09304-0.
- Smith, Geoffrey. Sidney Nolan: Desert & Drought. National Gallery of Victoria, 2006. ISBN 0-7241-0220-5.
- Underhill, Nancy. Nolan on Nolan: Sidney Nolan in His Own Words. Viking, 2007. ISBN 0-670-04047-9.

## 外部連結
- Artabase上的西德尼·諾蘭 （页面存档备份，存于）
- Picture Australia上的西德尼·諾蘭
- 澳洲國立美術館-奈德·凱利系列畫作簡介美國國會圖書館的存檔，存档日期2009-06-22
- Australia Dancing上的西德尼·諾蘭（页面存档备份，存于）
- 澳大利亞藝術中的西德尼·諾蘭